# Schloss Ottmaring (Dietfurt an der Altmühl)

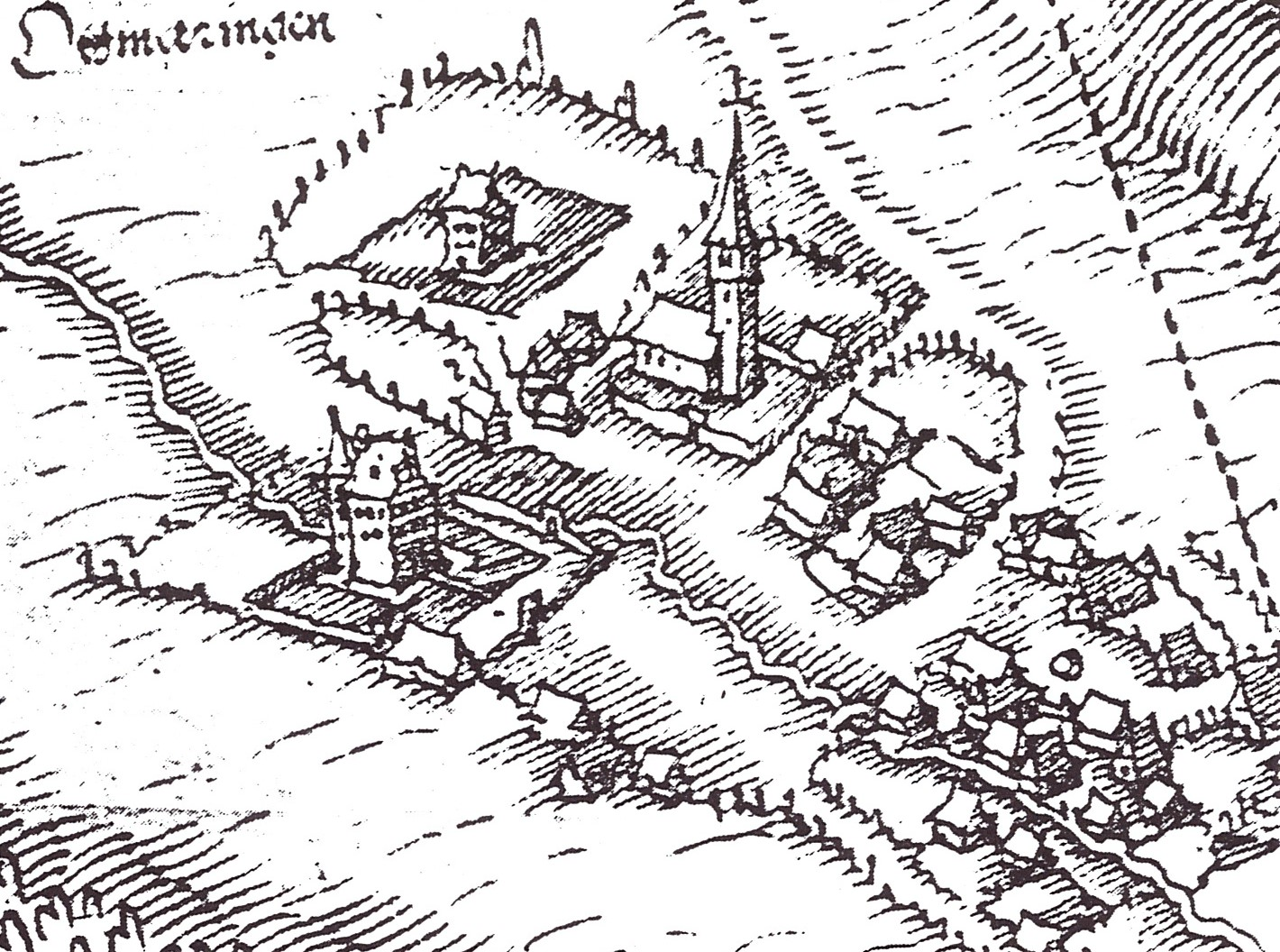
Plan von Ottmaring von 1615

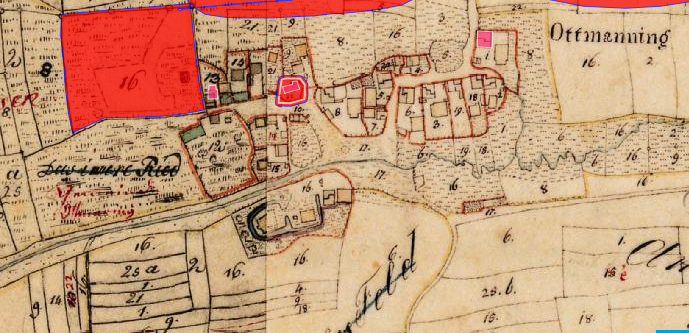
Lageplan von Schloss Ottmaring (Dietfurt an der Altmühl) auf dem Urkataster von Bayern

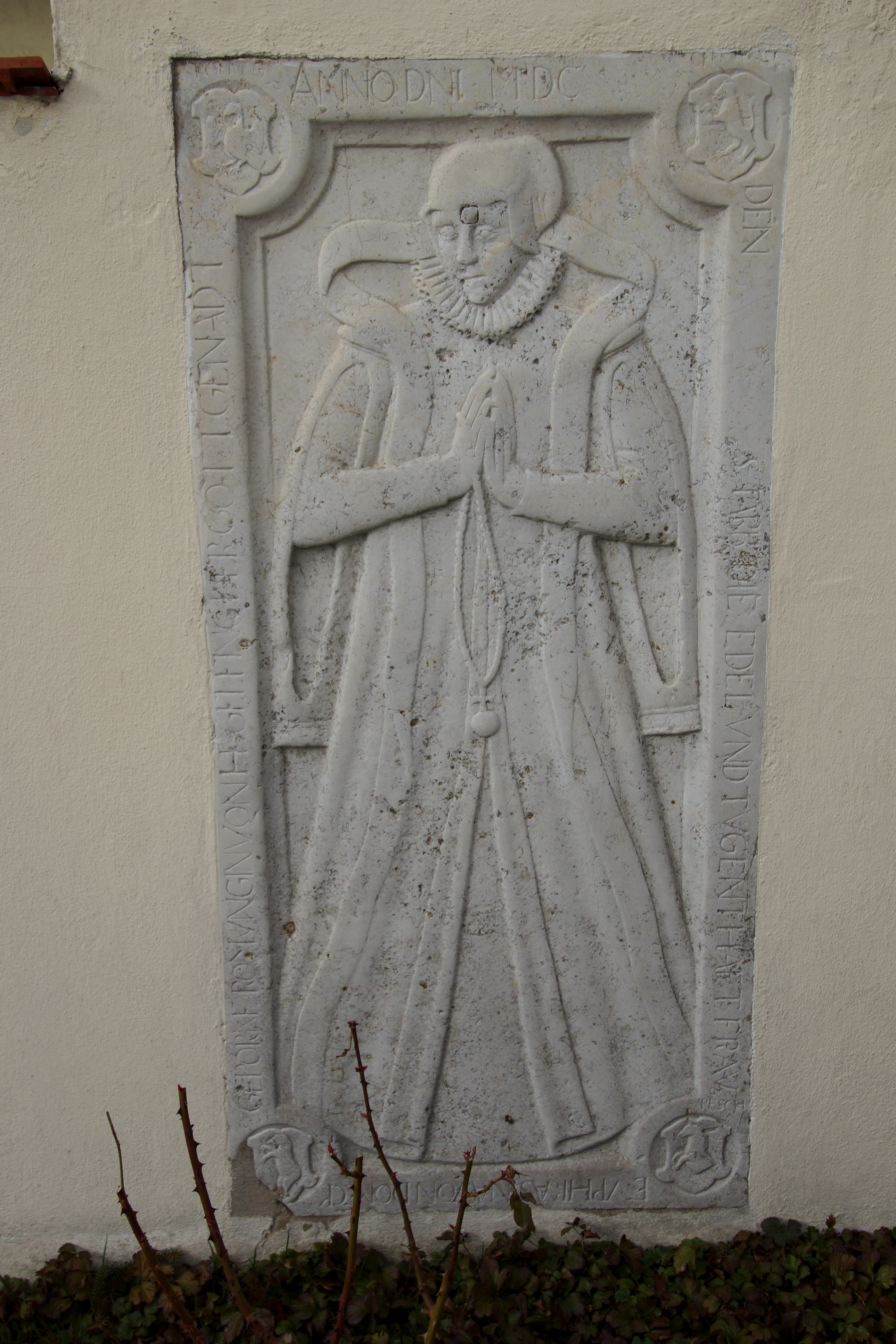
Grabstein der Euphrosine von Donneck an der katholischen Filialkirche St. Ottmar (ehemals St. Martin) in Ottmaring

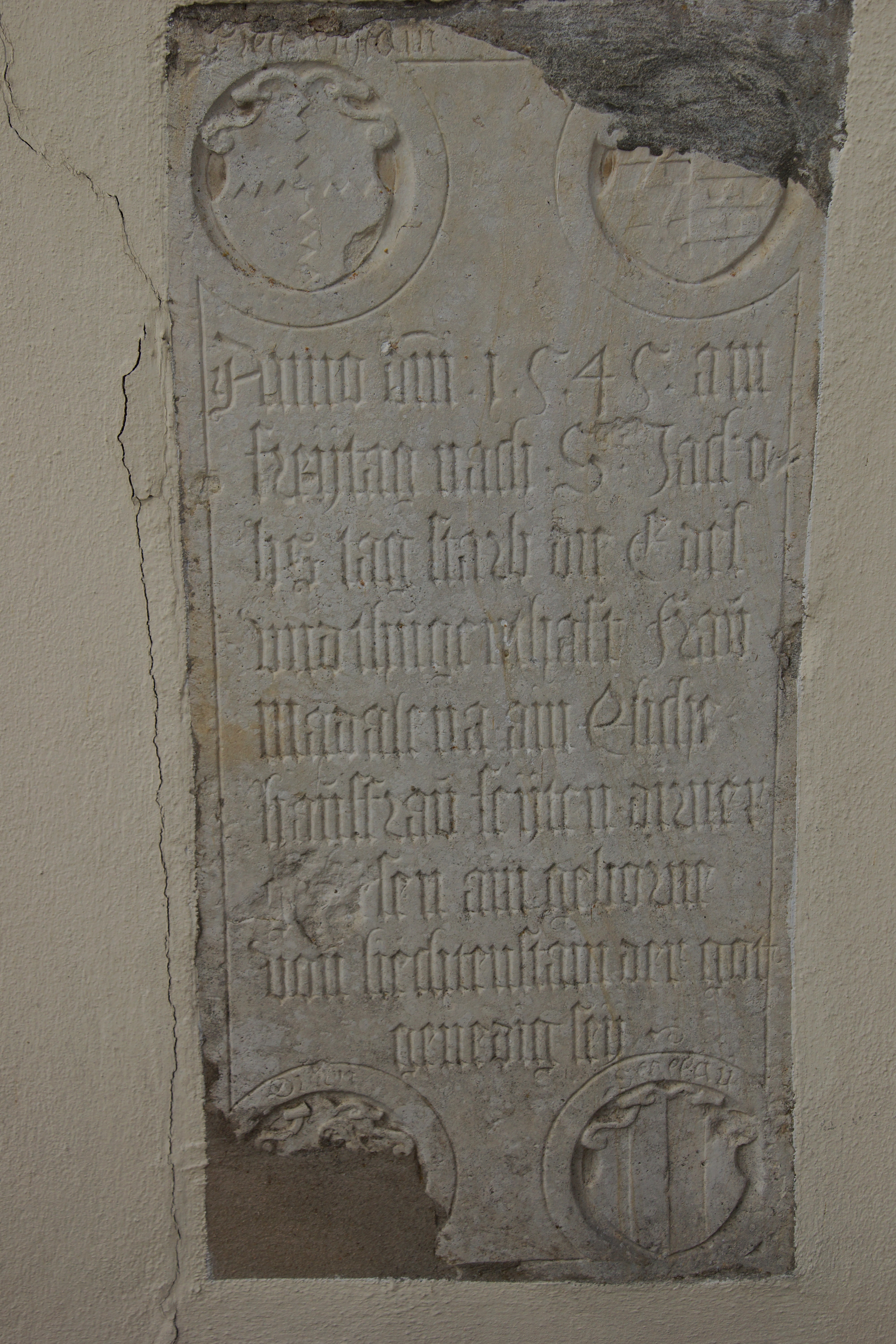
Grabplatte der Magdalena Dirner († am Freitag nach dem Jakobstag 1545) (2014)

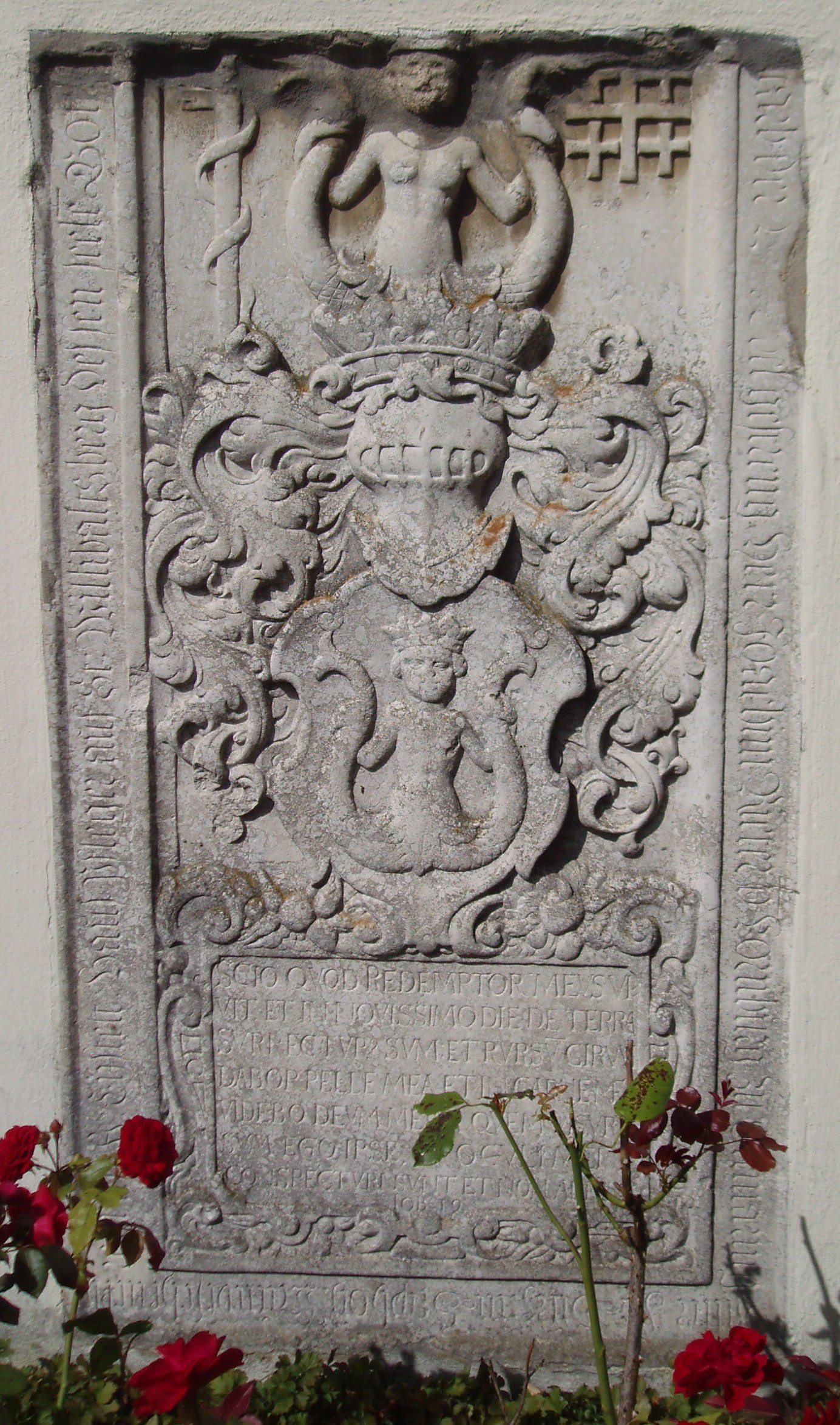
Grabstein des Joachim Rieter von Kornburg zu Ottmaring

Das abgegangene Schloss Ottmaring befand sich in dem namengebenden Ort Ottmaring, heute einem Gemeindeteil der Stadt Dietfurt an der Altmühl im Landkreis Neumarkt in der Oberpfalz. Das Gebäude ist als Bodendenkmal mit der Aktennummer D-3-6935-0056 und mit der Beschreibung „abgegangenes Schloss, zuvor mittelalterliche Burg“ angegeben; es wird in der Folge als „kleines Schloss zu Ottmaringen“ beschrieben.

## Beschreibung
In Ottmaring befanden sich, wie ein Stich von 1615 zeigt, zwei Adelssitze. Noch zu Beginn des 19. Jahrhunderts heißt es, „mitten im Dorf stehen noch einige Haupt- und Grundmauern von zwei Schlössern, die ehemals dort stunden“. Von beiden Gebäuden ist obertägig nichts mehr zu sehen.

### Kleines Schloss Ottmaringen
Das im Bayernatlas eingetragene Schloss war ein dreistöckiger vermutlich von einem Wassergraben umgebener Satteldachbau. Dieses Schloss befand sich ca. 170 m westlich der Dorfkirche St. Ottmar. Von diesem sind untertägige Grundmauern erhalten.

### Schlößl zu Ottmaringen
Neben dem kleinen Schlössl gab es einen stattlicheren Bau einer Wasserburg im Süden der Dorfkirche. Dieser hatte die Form eines Festen Hauses und war durch einen Wassergraben und Zaun mit einem Eingangstor geschützt.
In einer Güterbeschreibung von 1606 heißt es, das Schlößl habe „7 Stuben, 5 Kammern, ein Gewölb und Stallung, sowie einen doppelten Wassergraben, Garten, Stadl, Backofen und Waschhaus“ besessen. Das Gebäude hatte zwei oder drei Geschosse und an seiner Westseite einen vorspringenden Treppenturm. Aufgrund archäologischer Befunde war das Hauptgebäude ein Steinbau mit fast quadratischem Grundriss (18 × 15 m). Im Erdgeschoss befand sich eine große Halle, die zumindest zwei Drittel  des Erdgeschosses ausfüllte. Der Fußboden war mit quadratischen Fliesen bedeckt. Ein Sockelstein mit runder Standspur deutet darauf hin, dass die Halle mit einem Kreuzgratgewölbe ausgestattet war. Später wurde dieser Raum durch Zwischenwände unterteilt und in manchen Räumen ein neuer Fußboden mit länglichen Backsteinen verlegt. Im Außenbereich wurde der ehemalige Graben mit einer Zwingerabmauerung festgestellt. Der Graben wies eine Breite von 12 bis 15 m auf. Im östlichen Bereich wurde der Steinmantel eines Brunnenschachtes gefunden. Die Grabungsfunde stammen großteils aus dem 16. und 17. Jahrhundert, Tonscherben gehen auf das 13. Jahrhundert zurück. Unter den Steinfundamenten wurden Holzpfosten gefunden, die auf einen Vorgängerbau, der auf die Zeit vor dem 14. Jahrhundert datiert wird, hinweisen.
Bis in das 18. Jahrhundert wurde das Gebäude von Amtsträgern des Bistums Eichstätt genutzt, danach aber verlassen. Um 1840 wurden die zu einer Ruine gewordenen Gebäudereste niedergelegt. An ihrer Stelle wurde das Bauernhaus Mosandel an dem neuen Ludwigs-Kanal errichtet. Auch dieses Gebäude ist durch den Bau des Main-Donau-Kanals völlig abgekommen.

## Geschichte
Ottmaring war durch den sogenannten Gaimersheimer Spruch vom 19. Oktober 1305 an das Bistum Eichstätt gefallen.

### Kleines Schloss Ottmaringen
Über die Inhaber dieses Sitzes ist wenig bekannt. 1411 und 1420 war es in der Hand von Ulrich dem Schreiber. Dieser wird 1411 als Richter zu Dietfurt mit dem Namenszusatz „von Ottmaringen“ erwähnt. 1644 ist nach einer Güterbeschreibung das Schloss ohne Inhaber und gehe ganz ein, wie es heißt; auf einer Karte von 1794 scheint es nicht mehr auf.

### Schlößl zu Ottmaringen
Zu Beginn des 13. Jahrhunderts wird ein Liebhart von Ottmaringen als kaiserlicher Viztum genannt; 1340/41 wird er nochmals als Landrichter der Grafschaft Hirschberg erwähnt. 1367 erscheint ein Härtlein der Voltorer zu Ottmaring, 1387 ein Seitz Valtorer. Von 1387 bis 1424 war das Schloss im Besitz des Albrecht von Krebitzer, der auch Richter in Dietfurt war. 1414 verklagt er Ulrich von Murach zu Holnstein wegen Gewalttätigkeit beim Landgericht Hirschberg. 1418 ist er Urteiler am Landgericht. 1447 saß Jörg Rinthül auf Ottmaning. Von den Rinthül gelangte der Besitz an Ulrich Walter, 1496 erhielt es Bernhardin Graber, bischöflicher Kastner zu Herrieden, auf dem Kaufweg von der Witwe des Walters. Bis dahin unterstand das Adelsgut dem Hochstift Eichstätt, Garber erhielt es aber als freies Edelmannslehen, aber ohne Jurisdiktion über das Dorf. 1510 kaufte Hans Dürner den Besitz des Grabers. 1568 verkaufte Kaspar Dürner und seine Frau Anna von Parsberg den Sitz an das Hochstift und dieses gab es weiter an Ferdinand von Donneck und dessen Frau Ursula. Er war Pfleger zu Hirschberg. Ein Epitaph einer Frau Euphrosine von Donneck ist an der Friedhofsmauer erhalten. Nach deren Tod verkauften die Vormünder des minderjährigen Sohnes Hans Konrad 1606 den Besitz wieder an den Bischof. In der Folge kam Ottmaring an Joachim Rieter von Kornburg († 1619). Auf diesen folgte ein Starzhauser und nach diesem Georg Späth von Zwiefalten, der 1629 als Pfleger von Töging erscheint. In der Folge wurde das Schloss als ein Verwaltungssitz des Bistums genutzt, wird aber bereits 1644 als baufällig bezeichnet.
1840 kaufte das Gelände die Familie Mosandl, die hier einen Bauhof errichtete. Auch dieser ist durch den Kanalbau völlig verschwunden.